# Reedy Creek Observatory
L'osservatorio Astronomico di Reedy Creek (Reedy Creek Observatory) è un osservatorio ottico privato di proprietà di John Broughton, un astronomo australiano. La struttura è situata a Reedy Creek, un sobborgo di Gold Coast nel Queensland, in Australia. 
La strumentazione è particolarmente adatta e finalizzata alla ricerca di asteroidi near-Earth, dei quali Broughton è prolifico scopritore.
L'osservatorio è accreditato dalla Unione Astronomica Internazionale con il codice MPC 428 e nel 2003 ha ricevuto un piccolo finanziamento dalla Planetary Society come riconoscimento per l'osservazione ed il tracciamento tempestivo di oggetti NEO. 